# .sg
sg. دامنه اینترنتی اختصاص داده شده به کشور سنگاپور است.